# Caecidotea tridentata
Caecidotea tridentata är en kräftdjursart som beskrevs av Hungerford 1922. Caecidotea tridentata ingår i släktet Caecidotea och familjen sötvattensgråsuggor. Inga underarter finns listade i Catalogue of Life.